# جان رینولدز (فیزیکدان)
 جان رینولدز (انگلیسی: John Reynolds؛ زاده ۳ آوریل ۱۹۲۳ درگذشته ۴ نوامبر ۲۰۰۰) یک دانشمند در زمینه ژئوفیزیک اهل ایالات متحده آمریکا بود.